# Ahmad an-Nāsirī as-Salāwī
Ahmad an-Nāsirī as-Salāwī (arabisch أبو العباس أحمد بن خالد الناصري السلاوي الجعفري, DMG Abū l-ʿAbbās Aḥmad b. Ḫālid an-Nāṣirī as-Salāwī al-Ǧaʿfarī; geboren 1835 in Salé; gestorben 1897 ebenda) war ein marokkanischer Autor und Verfasser des ersten Werks zur marokkanischen Nationalgeschichte.

## Leben und Wirken
Aus einer Familie von Scherifen und Angehörigen des Nasiriyya-Ordens stammend, erhielt as-Salāwī zunächst eine traditionelle islamische Ausbildung. Während seiner Tätigkeit in der Justiz nahm er außerdem eine Tätigkeit als Lehrer wahr. Im Jahr 1875 trat er in den Dienst der Makhzen, später nahm er in verschiedenen Städten und Regionen Marokkos Tätigkeiten als Zollbeamter und Notar wahr, darunter in Casablanca, El Jadida und Fès.

## Werke
Die aus seiner Feder stammenden Werke trug as-Salāwī aus verschiedenen, ihm zur Verfügung stehenden Quellen zusammen. Sein Werk Kitāb al-istiqsāʾ li-achbār duwal al-Maghrib al-Aqsā beinhaltet interessante Einblicke in das vorkoloniale Leben Marokkos sowie die islamische und nationale Geschichte des Landes.